# Karl Wanderer
Karl Wanderer (* 15. September 1876 in Kitzingen; † 19. November 1945 in Bad Schliersee) war ein deutscher Geologe und Paläontologe. Er wirkte als Kurator am heutigen Museum für Mineralogie und Geologie Dresden und galt als einer der besten geowissenschaftlichen Ausstellungsgestalter seiner Zeit.

## Leben
Karl Wanderer wurde am 15. September 1876 in Kitzingen geboren. Die Stadt lag im fränkischen Teil des Königreichs Bayern. Der Vater war in der Weinhandelsstadt als Kaufmann tätig. Nach seinem Abitur nahm Wanderer im Jahr 1898 ein Studium an der Friedrich-Wilhelms-Universität Berlin auf, wobei er die Fächer Philosophie und Jura belegte. 1900 wechselte er an die Universität München. Mit dem Wechsel ging auch eine Änderung der Studienfachkombination einher. Wanderer schloss sein Studium der Geologie und Paläontologie im Jahr 1905 mit der Promotion bei Josef Felix Pompeckj und Karl Alfred von Zittel ab. In seiner Doktorarbeit hatte er „Die Jura-Ablagerungen am Westrande des Bayrischen Waldes zwischen Regenstauf und der Bodenwöhrerbucht“ analysiert.
Nach dem Ende seiner Ausbildung wurde Wanderer zunächst Assistent am Königlichen Naturalienkabinett in Stuttgart. Im Jahr 1906 wurde er vom damaligen Direktor Ernst Kalkowsky zum wissenschaftlichen Hilfsarbeiter im Staatlichen Mineralogisch-Geologischen Museums in Dresden berufen. Bereits 1908 stieg er hier zum Direktorialassistenten auf. Wanderer diente im Ersten Weltkrieg und war unter anderem als Geologe an der französischen Front tätig. 1915 wurde er in Abwesenheit zum Professor ernannt, 1920, nach seiner Rückkehr in das Museum, stieg er zum Kustos der geologisch-paläontologischen Abteilung in Dresden auf. Er betrieb Forschungen an versteinerten Säugetierresten aus der Umgebung Dresdens. Bereits 1909 war von ihm ein Standardwerk über die Kreidefossilien Sachsens erschienen.
Als Kurator begann Wanderer zunächst damit, die Schausammlung der von ihm angelegten Zusammenstellung quartärer Knochenfunde von einer Studiensammlung zu trennen. Zusammen mit Rudolf Schwarzer legte er im Dresdner Zwinger eine allgemeine geologische Formationssammlung an. Dabei setzte er als einer der ersten auf die Präsentation exemplarischer Objekte aus jeder Periode der erdgeschichtlichen Entwicklung, anstatt eine unkommentierte Vielfalt von verschiedenen Exponaten zu zeigen. Hier brachte Wanderer auch Schautafeln, Tabellen und Texte an und ermöglichte hierdurch auch Laien, Informationen über die Sammlung zu erhalten. Diese neuartige Präsentationsweise brachte Wanderer internationale Anerkennung ein. Bald galt er als einer der besten geowissenschaftlichen Ausstellungsgestalter seiner Zeit.
Karl Wanderer wurde zum 1. April 1937 in den Ruhestand geschickt, obwohl die Neukonzeption der Schausammlung im Zwinger noch nicht abgeschlossen war. Der Grund für die frühzeitige Verrentung lag vordergründig in seinen gesundheitlichen Problemen begründet. Unklar ist, inwieweit auch politische Gründe für den Kurator eine Rolle spielten. Nach der nationalsozialistischen Machtübernahme wurden auch die Museen nach und nach der gleichgeschaltet. Wanderer blieb nach dem Ausscheiden aus dem Berufsleben weiterhin ehrenamtlich als Beisitzer im Vorstand des Deutschen Museumsbundes, Abteilung deutsche naturwissenschaftliche Museen engagiert. Er verließ, wohl aus politischen Gründen, zusammen mit seiner Ehefrau Dresden und ließ sich im bayerischen Bad Schliersee nieder. Hier starb Karl Wanderer am 19. November 1945.

## Werke (Auswahl)
Karl Wanderer veröffentlichte zwischen 1906 und 1934 eine Vielzahl an Aufsätzen, welche insbesondere die Bestände des Dresdner Geologischen Museums behandelten. Seine Dissertation war ebenfalls als Abhandlung im Neuen Jahrbuch der Mineralogie erschienen. Hauptwerk war ein Buch zu den Versteinerungen der Kreidezeit im Königreich Sachsen, das im Jahr 1909 erschien und schnell zu einem Standardwerk aufstieg. Wanderer publizierte nie über Ausstellungsgestaltung, sondern konzentrierte sich in seinen Aufsätzen auf die inhaltliche Auseinandersetzung mit der Dresdner Sammlung. 
- Die wichtigsten Tierversteinerungen aus der Kreide des Königreiches Sachsen. Jena 1909.